# Антиліван
Антиліва́н — гірське пасмо на кордоні Сирії та Лівану; висота до 2814 м; землетруси; сухі степи і ялівцеві ліси. Має характер плато. Антиліван круто обривається на заході і східчасто знижується на сході. Утворений з вапняків та пісковиків. Рослинність пустельна та напівпустельна. Протягнулося з південного заходу на північний схід між Ліваном і Сирією. Кордон Сирії та Лівану проходить, в основному, по верхній частині гірського пасма. Південний край гір знаходиться на території Голанських висот. Гори розташовані на схід від хребта Ліван, який прямує в паралельному напрямку. Назва з грецької перекладається як «навпроти Лівану». На захід розташована долина Бекаа (на півночі) й долина річки Хасбані (на півдні). Ці долини відокремлюють Антиліван від хребта Ліван у Центральному Лівані. На сході, в Сирії, лежить Східне плато, на якому розташувалося місто Дамаск.
Хребет Антиліван має близько 150 км у довжину. На півночі він тягнеться майже до широти сирійського міста Хомс. На півдні хребет врізається в Голанські висоти. Найвищі вершини — гора Гермон (Джебаль Аш-Шейх, араб. جبل الشيخ), висота 2814 м і Таа-Муса, висота 2669 м. Ці вершини вкриті снігом більшу частину року, розташовані на лівано-сирійсько-ізраїльському кордоні.